# Struthiolaria
Struthiolaria is een geslacht van mollusken, dat fossiel bekend is vanaf het Paleoceen.

## Beschrijving
Deze zeeslak heeft een krachtig gebouwde, middelgrote schelp met een tamelijk grote, laatste winding, waarop zich een torenvormige spira (alle windingen behalve de laatste winding bij een gespiraliseerde schelp) bevindt. De sculptuur van de schelp bestaat uit spiraalrichels met een opeenvolging van verticale ribben of schouderknobbels, waarbij moet worden vermeld, dat het oppervlak van bepaalde soorten glanzend en glad is. Eerdere posities van de mondrand worden door S-vormige groeistrepen gemarkeerd. De buiten- en binnenranden van de mondopening worden bij volwassen exemplaren met callus (calcietlaag die slakken soms op de buitenzijde van de schelp afzetten, ook eelt genoemd) kussenvormig verdikt. De lengte van de schelp bedraagt ongeveer 4 cm.

## Leefwijze
Dit mariene geslacht voedt zich met overblijfselen van wieren.

## Soorten
- Struthiolaria arthritica Bartrum & Powell, 1928 †
- Struthiolaria calcar Hutton, 1886 †
- Struthiolaria callosa Marwick, 1924 †
- Struthiolaria cincta Hutton, 1873 †
- Struthiolaria cingulata Zittel, 1865 †
- Struthiolaria errata Marwick, 1924 †
- Struthiolaria firthi Marwick, 1948 †
- Struthiolaria frazeri Hutton, 1885 †
- Struthiolaria illepida Bartrum & Powell, 1928 †
- Struthiolaria incrassata Powell, 1931 †
- Struthiolaria lawsi Powell & Bartrum, 1929 †
- Struthiolaria nexa Marwick, 1931 †
- Struthiolaria obesa Hutton, 1885 †
- Struthiolaria otaioica Laws, 1935 †
- Struthiolaria papulosa (Martyn, 1784)
- Struthiolaria praenuntia Marwick, 1926 †
- Struthiolaria prior Finlay, 1926 †
- Struthiolaria spinifera Marwick, 1924 †
- Struthiolaria spinosa Hector, 1886 †
- Struthiolaria tuberculata Hutton, 1873 †